# Trädgårdsmästarbostaden, Görvälns slott

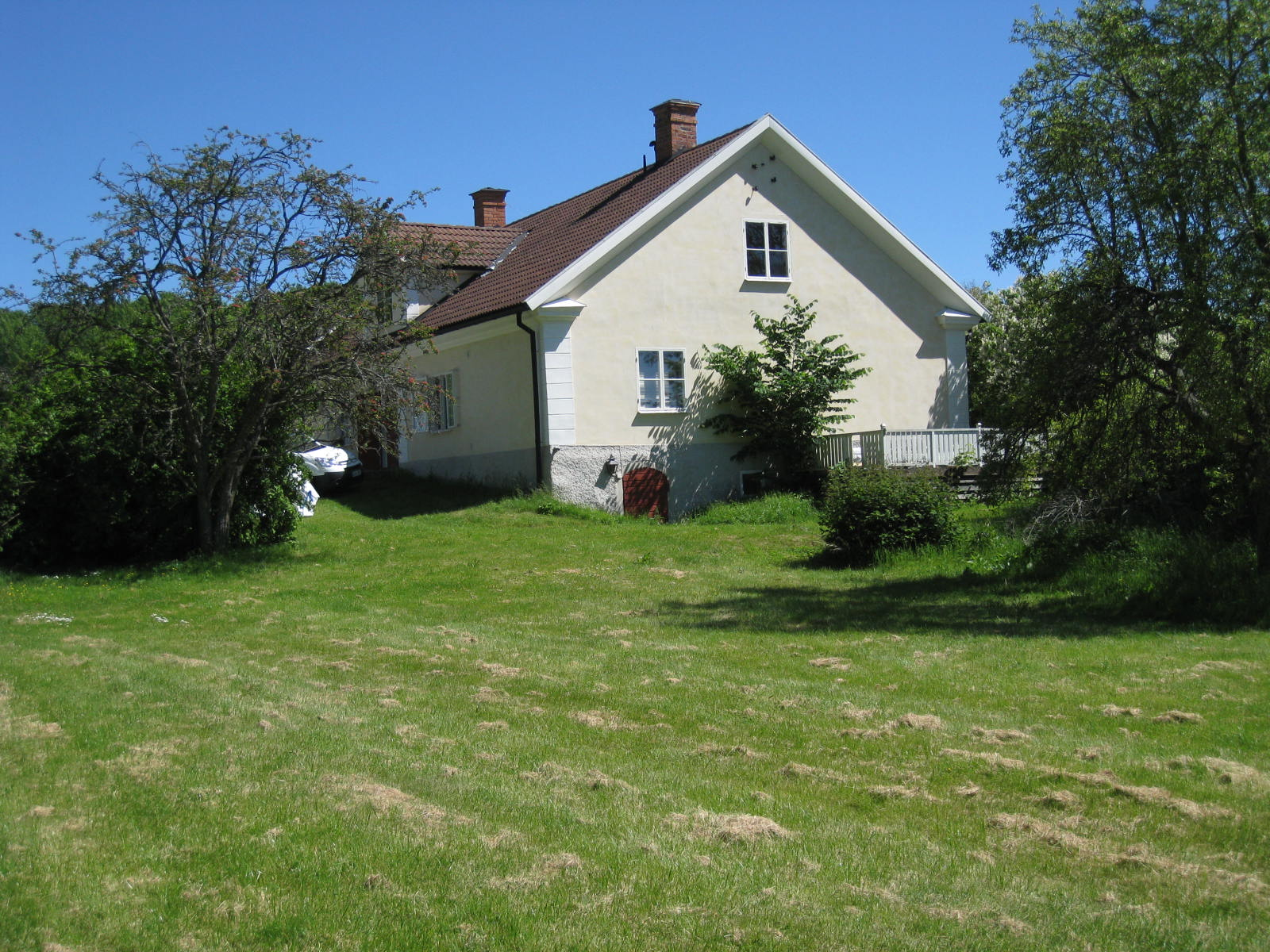
Trädgårdsmästarbostaden vid Görvälns gård norr om Görvälns slott.

Trädgårdsmästarbostaden, Görvälns slott är en byggnad som ligger 150 m norr om Görvälns slott i Görvälns slottspark på Görvälnsvägen i Järfälla kommun i Stockholms län.

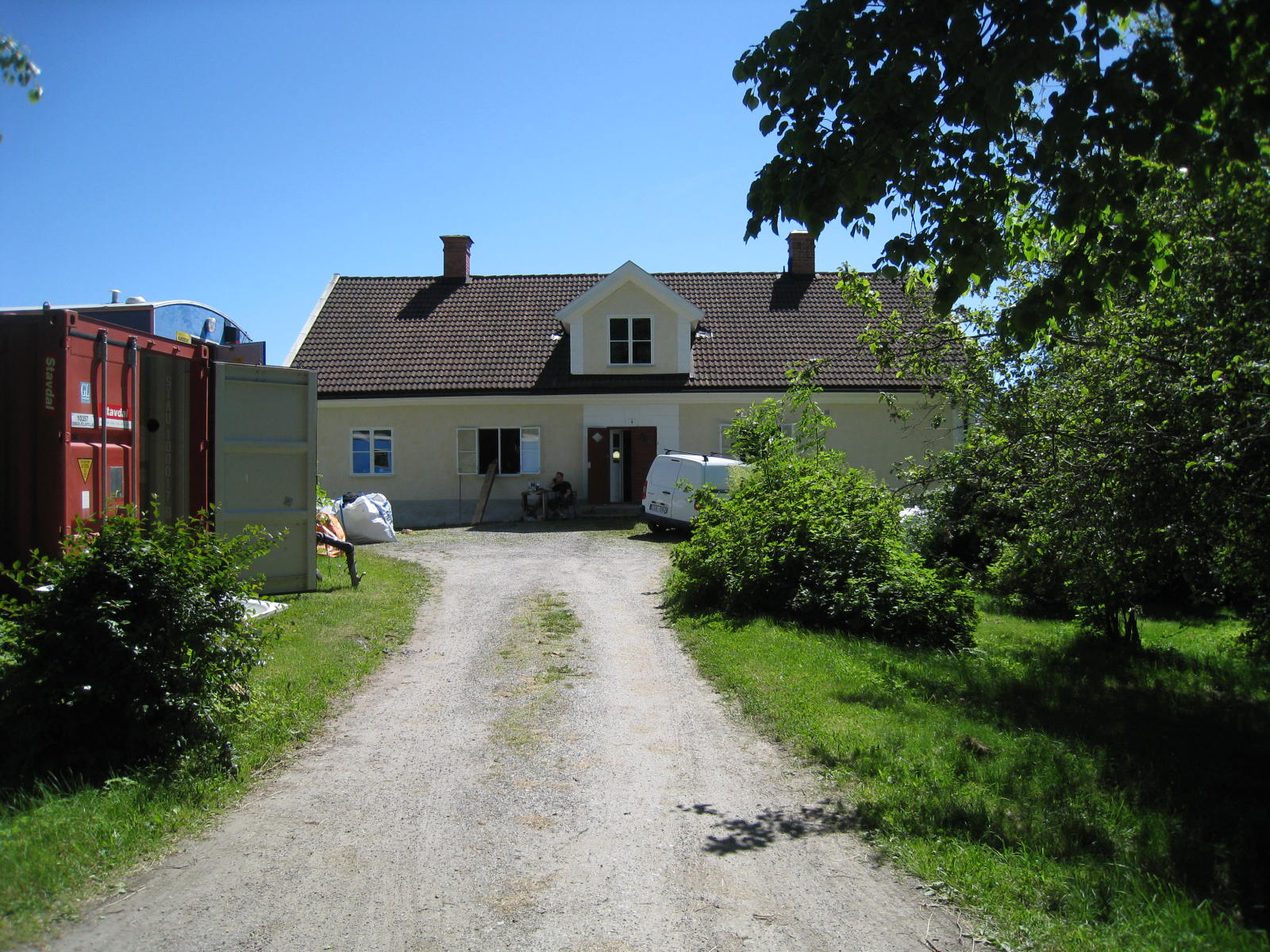
Trädgårdsmästarbostaden från norr.

Huset byggdes under 1800-talets första del. Brukspatron Bengt Magnus Björkman (1745-1824) lät uppföra bostaden av sten. Björkman var ägare till Görvälns slott åren 1802-1824. Han köpte Görväln år 1802, han var en av Sveriges mest förmögna industriidkare under senare delen av 1700-talet och första delen av 1800-talet. Görväln var sedan i familjen Björkmans släkt i 80 år, fram till 1882.
Trädgårdsmästarbostadens ytterdörrar är av ramtyp, de hänger på bandgångjärn. Husets entrédörr är äldre än själva huset. Dörromfattningen är bred och dörren kan troligen tidigare ha suttit på en äldre byggnad. Villan har vita rusticerande hörnkedjor. De gula fasaderna är släta och kalkslammade. Huset är moderniserat och används som bostad.

## Källa
- Beatrice Fizir-Chrapkowski, Hus och miljöer i Järfälla – en byggnadshistorisk inventering, Järfälla kulturnämnd, 1978, sidan 81. ISBN 91-7260-204-X.